# Tetrapyrrole

Die Grundformen der cyclischen Tetrapyrrole (Pyrrol, Porphin, Porphyrin, Porphyrinogen)

Tetrapyrrole sind chemische Verbindungen, die aus vier Pyrrol-Ringen zusammengesetzt sind. Je nach der Anordnung dieser Pyrrol-Ringe unterscheiden sich cyclische Tetrapyrrole von linearen Tetrapyrrolen.

## Einteilung

### Cyclische Tetrapyrrole
Porphyrine bezeichnen cyclische Tetrapyrrole. Zu dieser Gruppe zählen alle Chlorophylle, alle Häme (Cofaktoren einiger Proteine wie die von Hämoglobin, Myoglobin und den Cytochromen), sowie Katalasen (spezielle Peroxidasen). Bei den Corrinen fehlt im Vergleich zu Porphyrinen zwischen zwei Pyrrolringen eine Methinbrücke, dadurch sind die beiden Ringe direkt miteinander verbunden. Zu den wichtigsten Vertretern der Corrine gehören die Cobalamine.

### Lineare Tetrapyrrole
Beim Abbau cyclischer Tetrapyrrole und derer Komplexe entstehen lineare Tetrapyrrole, die Gallenfarbstoffe, zu denen z. B. Bilirubin und Biliverdin gehören. In einigen Algengruppen kommen den Gallenfarbstoffen ähnliche Tetrapyrrole vor, die Phycobiline, die für die Photosynthese als Chromophor als prosthetische Gruppe an Proteine, die Phycobiliproteine, gebunden sind. Auch beim Aufbau cyclischer Tetrapyrrole entsteht zunächst ein lineares Tetrapyrrol, das Hydroxymethylbilan.

## Geschichte
Im Chlorophyll ist ein Magnesium-Kation von einem derivatisierten Porphyrinring chelatiert. Für die Entdeckung der Natur des Chlorophylls erhielt Hans Fischer (1881–1945) 1930 den Nobelpreis für Chemie. Der Tetrapyrrolring bildet das Grundskelett des Häms, aller Porphyrine und des Chlorophylls.
Der Nachweis dieser und leicht modifizierter Verbindungen in Erdölen gelang Alfred Treibs in den 1930er Jahren. Tetrapyrrole können somit als erster Biomarker in geologischen Probenmaterial angesehen werden.